# ولپور
ولپور (به انگلیسی: Velpur) یک روستا در هند است که در تلنگانا واقع شده‌است.

## خصوصیات
ولپور ۱۰٬۰۰۰ نفر جمعیت دارد.